# Golden Fleece Stakes
Groupe 2
Les Golden Fleece Stakes est une course hippique de plat se déroulant au mois de septembre sur l'hippodrome de Leopardstown, près de Dublin, en Irlande.

## Caractéristiques et histoire
C'est une course de groupe 2 ouverte au chevaux de 2 ans et se déroulant sur 1 600 mètres. L'allocation s'élève à 200 000 €.
La course a été créée en 2007 sous le nom de Golden Fleece Stakes. Elle était alors courue en juin sur 1 400 mètres. Déplacée en septembre à partir de 2012, elle voit sa distance rallongée à 1 600 mètres et sert de préparatoire à la Breeders' Cup Juvenile Turf. Elle est ainsi renommée Breeders' Cup Juvenile Turf Trial Stakes. En 2014, elle prend le nom de Juvenile Stakes et est intégrée au week-end des Irish Champion Stakes.  
Listed Race lors de sa création, elle acquiert le statut de groupe 3 en 2013, puis groupe 2 en 2018, et enfin groupe 1 à partir de 2026, date à laquelle elle retrouve son nom d'origine et voit sa distance portée à 1 800 mètres ,. 

## Palmarès depuis 2011
| Année                         | Vainqueur        | Pays    | Père            | Jockey           | Entraîneur         | Propriétaire                  | Deuxième        | Troisième         | Temps   |
| ----------------------------- | ---------------- | ------- | --------------- | ---------------- | ------------------ | ----------------------------- | --------------- | ----------------- | ------- |
| 2026                          |                  |         |                 |                  |                    |                               |                 |                   |         |
| Éditions labellisées groupe 2 |                  |         |                 |                  |                    |                               |                 |                   |         |
| 2025                          |                  |         |                 |                  |                    |                               |                 |                   |         |
| 2024                          | Green Impact     | Irlande | Wootton Bassett | Shane Foley      | Jessica Harrington | Marc Chan                     | Delacroix       | Bernard Shaw      | 1'39"52 |
| 2023                          | Diego Velazquez  | Irlande | Frankel         | Ryan Moore       | Aidan O'Brien      | Coolmore                      | Capulet         | Atlantic Coast    | 1'40"46 |
| 2022                          | Auguste Rodin    | Irlande | Deep Impact     | Ryan Moore       | Aidan O'Brien      | Coolmore                      | Caroline Street | Alder             | 1'45"25 |
| 2021                          | Atomic Jones     | Irlande | Wootton Bassett | Colin Keane      | Ger Lyons          | S. Jones, D Spratt & L. Lyons | Stone Age       | Absolute Ruler    | 1'42"75 |
| 2020                          | Cadillac         | Irlande | Lope de Vega    | Shane Foley      | Jessica Harrington | Alpha Racing                  | Van Gogh        | Reve De Vol       | 1'40"93 |
| 2019                          | Mogul            | Irlande | Galileo         | Ryan Moore       | Aidan O'Brien      | Coolmore                      | Sinawann        | Agitare           | 1'42"59 |
| 2018                          | Madhmoon         | Irlande | Dawn Approach   | Chris Hayes      | Kevin Prendergast  | Hamdan Al Maktoum             | Broome          | Masaff            | 1'41"00 |
| Éditions labellisées groupe 3 |                  |         |                 |                  |                    |                               |                 |                   |         |
| 2017                          | Nelson           | Irlande | Frankel         | Donnacha O'Brien | Aidan O'Brien      | Coolmore                      | Kew Gardens     | Delano Roosevelt  | 1'47"35 |
| 2016                          | Landfall         | Irlande | Myboycharlie    | Shane Foley      | Ken Condon         | C.A. Howell & P. Condon       | Firey Speech    | Douglas Macarthur | 1'43"49 |
| 2015                          | Johannes Vermeer | Irlande | Galileo         | Joseph O'Brien   | Aidan O'Brien      | Coolmore                      | True Solitaire  | Sanus Per Aquam   | 1'43"99 |
| 2014                          | John F. Kennedy  | Irlande | Galileo         | Joseph O'Brien   | Aidan O'Brien      | Coolmore                      | Tombelaine      | Faithful Creek    | 1'38344 |
| 2013                          | Australia        | Irlande | Galileo         | Joseph O'Brien   | Aidan O'Brien      | Coolmore                      | Free Eagle      | Kingfisher        | 1'40"30 |